# Ed Bernard
Ed Bernard (* 4. Juli 1939 in Philadelphia, Pennsylvania) ist ein US-amerikanischer Schauspieler.

## Leben
Bernard begann seine Karriere am Theater, so spielte er 1969 in der Off-Broadway-Produktion Five on the Black Hand Side. Sein Debüt auf der großen Leinwand hatte er 1970 mit einer kleinen Rolle im Blaxploitation-Kultfilm Shaft. 1972 war er im Blaxploitationfilm Straße zum Jenseits an der Seite von Anthony Quinn und Yaphet Kotto zu sehen und hatte einen Kurzauftritt in der Krimikomödie Vier schräge Vögel von Peter Yates. Im Laufe seiner Karriere spielte Bernard keine großen Spielfilmrollen; erwähnenswert sind seine Darstellung des Sgt. Short im Actionfilm Das fliegende Auge von John Badham und die Rolle des Apague an der Seite von Rod Taylor in Trader Horn.
Bekanntheit beim US-amerikanischen Fernsehpublikum erlangte Bernard durch drei Fernsehserien. Zwischen 1974 und 1978 stellte er an der Seite von Angie Dickinson in 91 Folgen von Make-Up und Pistolen die Rolle des Detective Joe Styles dar, von 1978 bis 1980 spielte er Jim Willis in den ersten beiden Staffeln der Serie The White Shadow, und 1984 bis 1985 war er in der wiederkehrenden Rolle des Lt. Bill Giles in Hardcastle & McCormick zu sehen. Daneben absolvierte er Gastauftritte in zahlreichen weiteren Serien wie Kojak – Einsatz in Manhattan, T.J. Hooker, New York Cops – NYPD Blue und Cold Case – Kein Opfer ist je vergessen. Seine bislang letzte Rolle verkörperte er 2005 in einer Folge von Emergency Room – Die Notaufnahme.

## Filmografie (Auswahl)

### Fernsehen
- 1974: Kojak – Einsatz in Manhattan (Kojak)
- 1974: Mannix
- 1974–1978: Make-Up und Pistolen (Police Woman)
- 1978: Mork vom Ork (Mork & Mindy)
- 1978–1980: The White Shadow
- 1984–1985: Hardcastle & McCormick
- 1991: Doogie Howser, M.D.
- 1999: New York Cops – NYPD Blue (NYPD Blue)
- 2002: JAG – Im Auftrag der Ehre (JAG)
- 2005: Cold Case – Kein Opfer ist je vergessen (Cold Case)
- 2005: Emergency Room – Die Notaufnahme (ER)

### Film
- 1971: Shaft
- 1972: Straße zum Jenseits (Across 110th Street)
- 1972: Vier schräge Vögel (The Hot Rock)
- 1983: Das fliegende Auge (Blue Thunder)
- 1987: Under Cover – Ein Bulle will Rache (Under Cover)
- 1993: Zurück nach Hause – Die unglaubliche Reise (Homeward Bound: The Incredible Journey)
- 1995: Flucht im roten Cadillac (Girl in the Cadillac)
- 1996: Pinocchio – Puppe des Todes (Pinocchio’s Revenge)